# Municipio de Ellington (Míchigan)
El municipio de Ellington (en inglés, Ellington Township) es un municipio del condado de Tuscola, Míchigan, Estados Unidos. Tiene una población estimada, a mediados de 2022, de 1320 habitantes.

## Geografía
Está ubicado en las coordenadas 43°32′19″N 83°16′53″O / 43.53861, -83.28139. Según la Oficina del Censo, tiene una superficie total de 92.4 km², de los cuales 91.8 km² corresponden a tierra firme y 0.6 km² están cubiertos de agua.

## Demografía
Según el censo de 2020, en ese momento había 1325 personas residiendo en la zona. La densidad de población era de 14 hab./km². El 94.6 % de los habitantes eran blancos, el 0.4 % eran afroamericanos, el 0.3 % eran amerindios, el 0.1 % era asiático, el 0.2 % eran isleños del Pacífico, el 1.2 % eran de otras razas y el 3.2 % eran de una mezcla de razas. Del total de la población, el 3.5 % eran hispanos o latinos de cualquier raza.